# Joseph Favre
Joseph Favre (ur. 17 lutego 1849 w Vex, kanton Valais, Szwajcaria, zm. 17 lutego 1903 w Boulogne-sur-Seine, Francja) – Szwajcar, szef kuchni, znany z czterotomowego dzieła Dictionnaire universel de cuisine pratique. Jako młody człowiek walczył pod dowództwem Garibaldiego, był anarchistą, a następnie przyjął bardziej umiarkowany socjalizm. Założył magazyn dla szefów kuchni, sponsorował konkursy kulinarne i założył związek zawodowy szefów kuchni. Był jednym z najbardziej cenionych szefów kuchni swojego okresu.

## Młodość
Joseph Favre urodził się 17 lutego 1849 r. w Vex, w kantonie Valais w Szwajcarii. Był nieślubnym dzieckiem Victora Leblanc, katolickiego księdza i Madeleine Quinodox. Został osierocony jako małe dziecko i otrzymał jedynie wykształcenie podstawowe . Lokalny prawnik wychował go i powiedział mu, że z powodu swego skromnego pochodzenia musiał wybierać między byciem kapłanem a nauką fachu . Gdy miał 14 lat, został wysłany jako praktykant-kucharz do arystokratycznej rodziny w Sion, stolicy Valais. Po trzyletnim stażu przeprowadził się do Genewy, aby pracować w hotelu Métropole, a jednocześnie wziął udział w zajęciach przyrodniczych na Uniwersytecie Genewskim .
Favre miał ambicję, aby kiedyś zostać szefem kuchni. W 1866 r. wyjechał do Paryża, aby zdobyć nowe doświadczenia . Pracował w La Milanese, słynnej restauracji przy bulwarze Italiens, a następnie w Maison Chevet, znanej paryskiej traiteurce i firmie cateringowej . Latem 1867 r. przeszedł do restauracji Kursaal Cheveta w Wiesbaden, uważanej za jedną z najlepszych w Europie. Przez następne dwa lata pracował w paryskiej Taverne Anglaise, w Royal Hotel i restauracji Hamburg w Londynie, a po powrocie do Paryża w Hôtel de Bade, Café de la Paix, a następnie Café Riche pod kierownictwem Louisa Bignon (1816–1906) .

## Aktywista polityczny
Wojna francusko-pruska wybuchła w lipcu 1870 r. Joseph Favre zaciągnął się do armii Wogezów Giuseppe Garibaldiego. Po zawarciu pokoju w 1871 r. Favre zaczął praktykować schemat, w którym zatrudniał się w hotelach w sezonie, a następnie spędzał zimy w Genewie, gdzie uczęszczał na kursy na uniwersytecie jako wolny słuchacz. W latach 1873–1879 pracował w wielu eleganckich restauracjach i hotelach w różnych częściach Szwajcarii . Zarazem obracał się w środowisku anarchistycznym i socjalistycznym, i zaprzyjaźnił się z Élisée Reclus, Arthurem Arnould, Jules’em Guesde i Gustavem Courbet , który wówczas namalował portret Favre'a .
Favre dołączył do Międzynarodowego Stowarzyszenia Robotników (często nazywanego Pierwszą Międzynarodówką) . W 1874 r., pracując w Clarens, był członkiem sekcji Międzynarodówki w Vevey wraz z Reclus, Samuelem Rossierem i Charles’em Perronem . W 1875 r. był szefem kuchni w hotelu du Parc w Lugano, we włoskojęzycznym kantonie Ticino. Pracował tam także Giuseppe Nabruzzi, brat anarchisty Lodovico Nabruzziego . W 1875 r. Favre, Lodovico Nabruzzi i Tito Zanardelli założyli magazyn „L'Agitatore”. Jego pięć numerów pojawiło się między 20 sierpnia a 20 października 1875 r.  W listopadzie 1875 r. we trzech z udziałem Benoît Malona założyli sekcję Międzynarodówki w Lugano. Ideowo odrzucali powstanie na rzecz rozwiązań ewolucyjnych i popierali związki zawodowe . Artykuły Favre'a, Malona, Zanardelli, Natale Imperatoriego i innych były drukowane w Almanacco del proletario pel 1876 (Almanach robotniczy z 1876 r.), w którym sprzeciwiali się powstaniu anarchistycznemu .
Zimą 1875–1876 Favre przygotował obiad dla Michaiła Bakunina, Errico Malatesta, Reclusa, Malona i innych. Przy tej okazji stworzył przepis na budyń „Salvator” . W marcu 1876 r. jego sekcja Międzynarodówki w Lugano ostatecznie zerwała z anarchistami . W lutym 1877 r. Favre odegrał aktywną rolę w drugim kongresie FAIAIL, w trakcie którego kilkakrotnie opowiadał się za udziałem w wyborach parlamentarnych . Pod koniec 1877 r. Favre pracował w Bex. On oraz Malon, César De Paepe i Ippolito Perderzolli współzałożyli magazyn „Le Socialisme progressif”, którego dwadzieścia trzy numery ukazały się między 7 stycznia a 30 listopada 1878 r. .

## Szef kuchni
Favre, podobnie jak inni znakomici szefowie kuchni tego okresu, był zwolennikiem Antonine'a Carême i zaakceptował jego kulinarne teorie dotyczące haute cuisine . W latach 1873–1879 Favre pracował w hotelach i restauracjach w Lozannie, Clarens, Fryburgu, Lugano, Bazylei, Bex i Rigi Kulm. W 1880 r. został zatrudniony do reorganizacji kuchni w hotelu Central w Berlinie. Spędził osiem miesięcy w Kassel z hrabią Botho zu Eulenburg, gubernatorem Hesji, zanim wrócił do Paryża .
Mówi się, że w 1876 r. Favre był szefem kuchni w hotelu Zaehringen we Fryburgu i przygotował lekki posiłek dla biskupa Orleanu, Félix Dupanloup i cesarzowej Eugénie, która podróżowała incognito. Podał między innymi vol-au-vent z sosem beszamelowym i niezwykłe danie z kaczki nadziewane foie gras, które biskup bardzo później chwalił .
15 września 1877 r. Favre uruchomił w Genewie periodyk „La Science culinaire”, pierwsze czasopismo wydawane przez profesjonalnego szefa kuchni . Publikowano w nim opinie szefów kuchni i mogło być krokiem w stronę koncepcji zastosowania nauki w gotowaniu, choć minęło jeszcze wiele lat, zanim pojawiła się gastronomia molekularna . Favre był również pierwszym, który zaproponował pomysł wystaw kulinarnych i konkursów, które pokazałyby profesjonalne i artystyczne umiejętności szefów kuchni i kucharzy. Pełniłyby funkcję dydaktyczną i służyłyby jako kwalifikacje szefom kuchni, którzy zdali publiczne testy. W 1878 r. Odbyła się pierwsza wystawa kulinarna we Frankfurcie .
W 1879 r. Favre założył organizację Union Universelle pour le Progrès de l'Art Culinaire, która rozrosła się do 80 sekcji na całym świecie . Société des Cuisiniers Français z siedzibą w Paryżu było głównym oddziałem związku i służyło jako jego główna siedziba. Pismo „L'Art Culinaire” było jego organem prasowym . W kwietniu 1883 r. Favre i pięć innych osób zostało wydalonych ze związku „za ich wrogie działania mające na celu doprowadzenie do rozpadu organizacji”. Favre założył wtedy rywalizującą Academie culinaire. Nadal używał nazwy paryskiego rozdziału Union Universelle, pomimo przeciwdziałań prawnych . Koledzy Favre'a mieli mieć mu za złe, że sponsorował lekcje gotowania dla publiczności i darmowe wykłady, ponieważ uważali, że ujawnia w ten sposób tajemnice zawodowe .

## Schyłek życia
Favre wycofał się na emeryturę do Boulogne-sur-Seine, gdzie spędził ostatnie lata swojego życia na przygotowaniu wielkiego słownika poświęconego gotowaniu, którego pierwsze artykuły pojawiały się w „La Science culinaire” . Dzieło w czterech tomach wyszło drukiem w 1895 r., a autor zadeklarował w nim chęć klasyfikacji pojęć i nazw kulinarnych, z uwzględnieniem etymologii, historii i chemii naturalnych pokarmów i recept ich przygotowania, dla dobra społeczeństwa .
Na kongresie w 1889 r. Favre zalecił, aby młode dziewczęta uczyły się przygotowywania żywności dla niemowląt, dorosłych, osób w podeszłym wieku i starszych. Utrzymując świeżość i czystość żywności oraz przestrzegając higienicznych metod, mogli bez niebezpieczeństwa korzystać z ogromnych zasobów przyrody . Powiedział: „Istnieje otchłań między chciwością Rzymian, którzy musieli wymiotować, żeby móc znowu jeść; gastronomia żarłoctwa, której skutkami są niestrawność, zaburzenia i dna moczanowa; oraz nauka o żywieniu, której celem jest zdrowie poprzez żywność, która podtrzymuje męskość, owocny rozwój sił witalnych i zdolności intelektualne w ich integralności. Luka ta musi zostać wypełniona. To właśnie we Francji zaszczytem jest stosowanie higienicznego gotowania” .
Joseph Favre zmarł 17 lutego 1903 r. w Boulogne-sur-Seine, prawie że ukończywszy poprawioną wersję swojego słownika. Jego drugie wydanie ukazało się już po jego śmierci w 1903 r., wydane przez żonę .

## Publikacje
- Joseph Favre, Dictionnaire universel de cuisine et d'hygiène alimentaire, 1895.
- Favre, Joseph (1903). Favre, Joseph (1903). L'Auteur.  ( Pełny tekst, jako obrazy, w cyfrowej bibliotece Gallica w Bibliothèque nationale de France)